# Pampersi
Pampersi – określenie środowiska dziennikarskiego, zgrupowanego wokół Wiesława Walendziaka w okresie, gdy pełnił on funkcję szefa Telewizji Polskiej (1993-1996).
Wprowadzili do TVP programy o charakterze konserwatywnym, m.in. publicystyczny „Puls dnia”, satyryczny „WC Kwadrans”, „Fronda”, cykl „Kultura duchowa narodu”.
Do grupy zaliczano takie osoby jak:
- Wiesław Walendziak – niegdyś w AWS i PiS, obecnie poza polityką, pracuje jako doradca prezesa Prokom Software SA Ryszarda Krauzego;
- Waldemar Gasper – w latach 90. szef redakcji kulturalnej, społecznej i widowisk artystycznych TVP;
- Grzegorz Górny – współtwórca i wieloletni redaktor kwartalnika i programu TV „Fronda”;
- Andrzej Horubała – szef widowisk artystycznych i rozrywkowych TVP1, producent telewizyjny, pisarz;
- Jacek Łęski – w połowie lat 90. redaktor programu TV „Puls dnia”;
- Cezary Michalski – redaktor „Europy – Tygodnika Idei” (dodatku do dziennika „Dziennik Polska-Europa-Świat”), wicenaczelny „Dziennika”;
- Maciej Pawlicki – za czasów Wiesława Walendziaka dyrektor Programu 1 TVP;
- Adam Pawłowicz – w połowie lat 90. redaktor programu TV „Puls dnia”;
- Jan Pospieszalski – redaktor prowadzący w TVP programy „Swojskie klimaty”;
- Jacek Rusiecki – redaktor naczelny i dyrektor Radia Plus w Gdańsku;
- Bogdan Rymanowski – w połowie lat 90. redaktor programu TV „Puls dnia”;
- Jarosław Sellin – TV Polsat, potem rzecznik rządu premiera Jerzego Buzka, członek KRRiT, poseł na Sejm RP, wiceminister kultury i dziedzictwa narodowego oraz Generalny Konserwator Zabytków
- Piotr Semka – w połowie lat 90. redaktor programu TV „Puls dnia”;
- Rafał Smoczyński – współtwórca i do 2001 roku redaktor kwartalnika i programu TV „Fronda”;
- Krzysztof Kuba Sufin – w połowie lat 90. wydawca programu TV „Puls dnia”;
- Tomasz Tywonek – w rządzie Jana Olszewskiego rzecznik ministerstwa spraw wewnętrznych kierowanego przez Antoniego Macierewicza;
- Dominik Zdort – od 1993 publicysta „Rzeczpospolitej”. W tym czasie publikował również we „Frondzie” i pracował w TVP, gdzie był redaktorem odpowiedzialnym za publicystykę polityczną w „Jedynce” (to jego jako pierwszego „starzy” pracownicy TVP nazwali „pampersem”[3])

Liderzy środowiska „pampersów” wywodzili się z periodyków „Młoda Polska” i „Tygodnik Literacki”. Pampersi reprezentowali konserwatywne wartości w sferze obyczajowej i promowali liberalizm gospodarczy. Uważali, że należy tworzyć wizję Polski pozostającą w opozycji do dominującej w tamtych latach w publicznej dyskusji „Gazety Wyborczej” oraz sił politycznych o postkomunistycznym rodowodzie. W nowych programach telewizyjnych (sztandarowym był „Puls dnia”) starali się prezentować konserwatywno-liberalne wartości. Część przedstawicieli grupy z Walendziakiem, Michalskim i Sellinem uczestniczyła w spotkaniach Opus Dei, do którego należał Gasper.